# Fahad Al-Muwallad
Fahad Mosaed Al-Muwallad  (arabul: فهد المولد, Dzsidda, 1994. szeptember 14. –) szaúd-arábiai válogatott labdarúgó, az élvonalbeli Al-Ittihad középpályása. A 2011-es U20-as labdarúgó-világbajnokság július 31-i; Horvátország elleni meccsén ő lőtte a második gólt. Fahad Al-Muwallad az ázsiaiak egyik legígéretesebb és leggyorsabb játékosa. Mindössze 16 évesen mutatkozott be az Ittihadban az Al-Raed ellen. 2012-ben az utolsó 10 percre állt be a Guangzhou Evergrande FC elleni AFC-bajnokok ligája-negyeddöntőre, de megszerezte a győztes gólt.